# 1993년 벤쿠버 국제 영화제
제12회 벤쿠버 국제 영화제의 시상식에 관한 내용이다.

## 수상 및 후보

### 캐나다영화인기상
- 로터스 이터스 - 폴 샤피로 수상
- 포 더 모멘트 - 애론 킴 존스톤 수상

### 국제영화인기상
- 피아노 - 제인 캠피온 수상

### 로저상
- Le Sexe Des Etoiles - 폴 바일라건 수상